# Revolució Turca

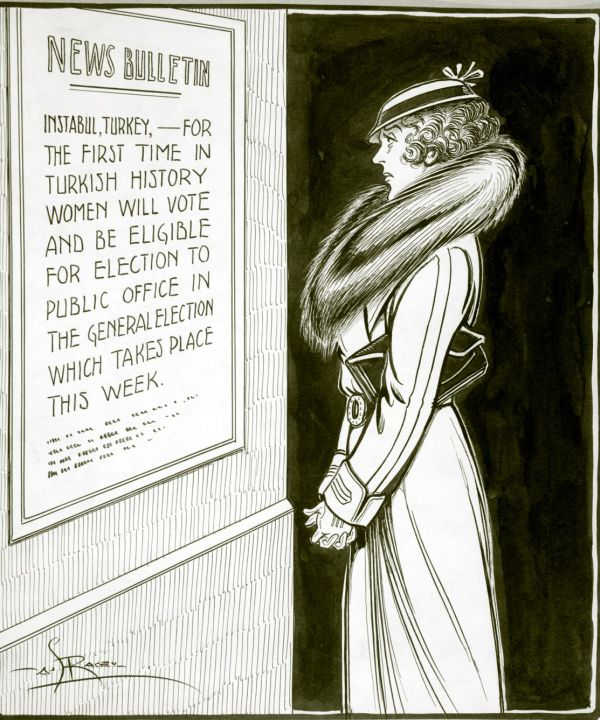
Cartoon polític canadenc d'una dona al Quebec llegint un signe que llegeix:
«Butlletí de notícies: per primera vegada en la història de Turquia, les dones votaran i seran elegibles a l'oficina pública en les eleccions generals que tenen lloc aquesta setmana.»
Les dones es van concedir el dret de vot a Turquia el 1930, però el dret al vot no es va estendre a les dones en les eleccions provincials del Quebec fins al 1940.

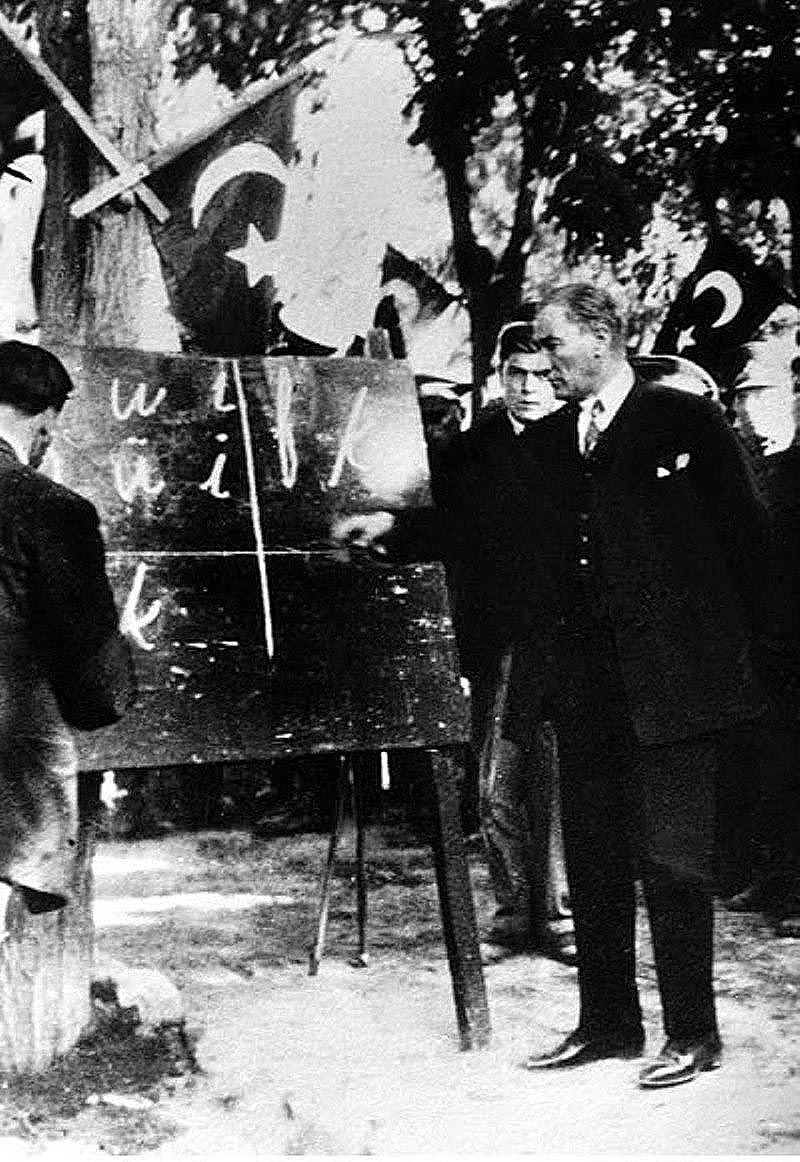
Atatürk com a impulsor de la reforma de l'alfabet a Turquia, imatge de 20 de setembre de 1928

La Revolució Turca o la Revolució d'Atatürk, també conegudes com a les Reformes d'Atatürk, són una sèrie de reformes modernitzadores de Turquia que han canviat el curs de la història turca.
Es considera Kemal Atatürk com el modernitzador de Turquia amb mesures aplicades a les dècades del 1920 i 1930, seguint les sis fletxes del Kemalisme: populisme, republicanisme, nacionalisme, laïcisme, estatisme i reformisme.
Mesures seves van ser la separació de la religió i la política (els afers de l'estat) o la laïcització i, per tant, l'abolició del califat i de l'islam com a religió d'estat, la prohibició dels tribunals religiosos i de les escoles coràniques. També la reforma de les normes de vestiment, l'adopció d'un codi civil i criminal moderns, la introducció del calendari gregorià, la substitució de l'alfabet àrab pel llatí, i la igualtat de gènere, incloent el dret a vot i a ser elegida de les dones.

## Les reformes polítiques

### Republicanisme
El saltanat (la monarquia) fou abolida el 1922 i el 29 d'octubre de 1923 la República Turca fou promulgada per la Gran Assemblea Nacional de Turquia.

### Laïcisme de l'Estat
Tant la primera legislació constitucional de la nova règim (després la Republica) turca, el Teşkilat-ı Esasiye Kanunu (Llei de l'Organització Basìca) de 1921 com la Constitució de 1924 no parlaven del laicisme. A més, la constitució mostrava l'islam com a la religió del nou estat. El 1924 el califat fou abolit, el 1927 aquesta estipulació sobre la religió fou anul·lada, i el 1934 el laicisme entra a la Constitució de Turquia com un principi del règim.

### Igualtat de drets entre l'home i la dona

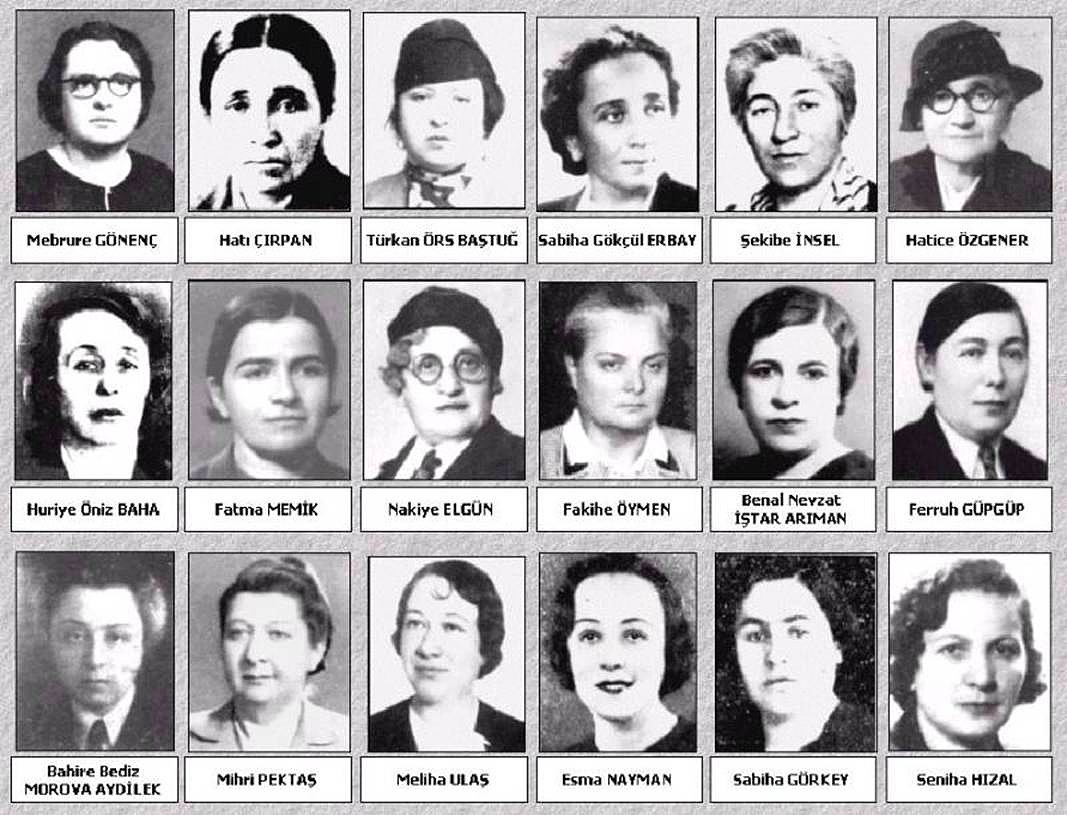
Les primeres 18 dones elegides al Parlament turc (1935)

L'adoptació del Codi Civil del 1926 iguala les dones amb els homes en cada àrea de la vida social. A la dona turca li va ser permès de votar i ser elegida en eleccions municipals amb la Llei dels Municipis de 1926, per primera vegada en la història moderna turca. El 5 de desembre de 1934, una nova llei (Nombre 2589), considerada una de les reformes d'Atatürk, atorga a la dona turca el dret de votar i ser elegida diputada. (p. 166) A les eleccions de 1935, 17 dones (i després una més en una elecció separada per omplir una vacanta) foren elegides a la Gran Assemblea Nacional.

## Les reformes socials

### L'educació, llengua i la cultura
La constitució turca de 1924 estipula l'educació bàsica, tant per als homes com per a les dones com a obligatòria i gratuïta. El 1928 es feu la reforma de l'alfabet amb la qual s'adopta un alfabet turc basat en l'exemple llatí. Aquest alfabet introdueix una lletra per a cada so, i un so per a cada lletra, cosa que facilita l'aprenentatge. L'alfabetització arriba al 93% de la població de Turquia el 2012 (des d'uns 12-13 % a l'inici de la república.)